# Fatehgarh (stad)
Fatehgarh is een stad en gemeente in de Indiase staat Uttar Pradesh. Het is de hoofdstad van het district Farrukhabad en gelegen aan de Ganges.
Samen met de aangrenzende stad Farrukhabad is de agglomeratie Farrukhabad-cum-Fatehgarh gevormd.

## Demografie
Volgens de Indiase volkstelling van 2001 wonen er 227.876 mensen in Farrukhabad-cum-Fatehgarh, waarvan 53% mannelijk en 47% vrouwelijk is. De plaats heeft een alfabetiseringsgraad van 63%.